# ウクライナ紛争におけるロシア連邦の戦闘序列 (2014年-2022年)
これは2014年から2022年までのウクライナ紛争に参加したロシア連邦軍の正規軍編成の一覧である。

## クリミア
クリミア侵攻・併合以前、ハリコフ合意の条件に従ってクリミア半島に駐留していたロシア連邦軍のほとんどは、黒海艦隊の海軍艦船とその支援部隊だった。また、駐留していた戦闘部隊のうち、合法的にウクライナ領内に駐留していたのは、フェオドシヤの第510海軍歩兵旅団とシンフェロポリの第810海軍歩兵旅団だけだった。
2014年2月20日から、多くのロシア陸軍と空挺部隊が許可なくウクライナ領内に入り、クリミア半島を占領した。
- 第7親衛空挺師団 (ノヴォロシースク)
- 第3独立親衛特殊任務旅団 (トリヤッチ)
- 第10独立特殊任務旅団 (クラスノダール)
- 第16独立特殊任務旅団 (タンボフ)
- 第18独立親衛自動車化狙撃旅団 (グロズヌイ)
- 第22独立親衛特殊任務旅団 (ステプノイ)
- 第31独立親衛空挺旅団 (ウリヤノフスク)
- 第291砲兵旅団（ロシア語版） (トロイツカヤ)
- 第25独立親衛特殊任務連隊 (スタヴロポリ)
- 第45独立親衛特殊任務連隊 (モスクワ州クビンカ（ロシア語版）)
- 第382独立海軍歩兵大隊 (テムリュク)
- 第727独立海軍歩兵大隊 (アストラハン)
- 特殊作戦軍 (プロフラドヌイ)

## ドンバス
ロシア連邦正規軍による最初の侵攻は2014年8月に起こった。
インフォームナパームの調査によると、2016年11月現在、ドンバスには75のロシア軍部隊の活動が確認されている。
ドネツクの第1軍団とルガンスクの第2親衛軍団を中心に、クリミアに侵攻した部隊の一部と傭兵、義勇軍を加えた部隊が編成された。

### 2014年7月
2014年7月14日からウクライナ領内に入った陽動部隊・偵察部隊は、以下の部隊から編成された：
- 第2独立特殊任務旅団
- 第10独立特殊任務旅団
- 第45独立親衛特殊任務連隊 (モスクワ州クビンカ（ロシア語版）)
- 第173独立親衛偵察中隊、第106親衛空挺師団 (トゥーラ)
- 第3自動車化狙撃師団
- 第18独立親衛自動車化狙撃旅団

### 2014年8月
2014年8月11日よりウクライナ領に侵攻した大隊戦術群は、以下の部隊から編成された：
- 第17独立親衛自動車化狙撃旅団
- 第18独立親衛自動車化狙撃旅団
- 第21独立親衛自動車化狙撃旅団
- 第33独立自動車化狙撃旅団
- 第247親衛空挺師団（英語版）、第7親衛空挺師団
- 第104親衛空中襲撃連隊、第76親衛空挺師団
- 第331親衛空挺連隊（英語版）、第98親衛空挺師団
- 第137親衛空挺連隊（英語版）、第106親衛空挺師団
- 第31独立親衛空挺旅団
- 第2独立特殊任務旅団

### 2015年2月
2015年2月時点で、以下のロシアの部隊がドンバスで活動を行っていた：

#### 北部作戦地域
- 第2親衛自動車化狙撃師団
- 第8独立親衛自動車化狙撃旅団
- 第18親衛自動車化狙撃旅団
- 第19自動車化狙撃師団
- 第20親衛自動車化狙撃師団
- 第23親衛自動車化狙撃師団
- 第27独立親衛自動車化狙撃旅団
- 第28独立自動車化狙撃旅団（英語版）
- 第32自動車化狙撃師団
- 第33山岳自動車化狙撃旅団
- 第37独立親衛自動車化狙撃旅団
- 第31親衛空挺旅団
- 第104親衛空挺連隊、第76親衛空挺師団
- 第217親衛空挺連隊（英語版）、第98親衛空挺師団
- 第137親衛空挺連隊、第106親衛空挺師団
- 第10独立特殊任務旅団
- 第356独立親衛特殊任務旅団
- 第25独立親衛特殊任務連隊
- ロシア連邦保安庁特殊任務センター
- 独立作戦任務師団
- 第107作戦旅団
- チェチェン共和国内務省連合大隊
- 第5独立親衛戦車旅団
- 第6独立戦車旅団
- 第4親衛戦車師団、第13独立親衛戦車連隊
- 第1親衛ロケット旅団（英語版）
- 第79親衛ロケット旅団
- 第232ロケット砲旅団
- 第288砲兵旅団
- 第291砲兵旅団
- 第385親衛砲兵旅団（英語版）
- 第98親衛空挺師団、第1065親衛砲兵連隊
- 第573独立砲兵偵察大隊
- 第67高射ミサイル旅団
- 第74シギント連隊
- 第78資材支援旅団
- 第7015軍需整備基地
- 第7016軍需整備基地
- 第282軍需修理基地
- 第29鉄道旅団

#### 南部作戦地域
- 第2親衛自動車化狙撃師団
- 第9独立自動車化狙撃旅団
- 第138独立親衛自動車化狙撃旅団
- 第11独立親衛空中強襲旅団
- 第45独立偵察連隊
- 第561海軍特殊任務大隊
- 第54偵察隊訓練施設
- 独立作戦任務師団
- 第4親衛戦車師団、第12親衛戦車連隊
- 第200砲兵旅団
- 第268親衛砲兵旅団
- 第76親衛空中強襲師団、第1140親衛砲兵連隊
- 第59通信旅団
- 第95通信旅団
- 第31工兵連隊
- 第3戦術歩兵師団